# Obléhání Hradce nad Moravicí
Obléhání Hradce nad Moravicí v roce 1060 (někteří badatelé včetně Gerarda Labudy se domnívají, že k němu došlo v roce 1068) bylo hlavní a poslední velkou epizodou prvního vpádu Boleslava Smělého do Čech. Kvůli nezkušenosti polského knížete utrpěly jeho jednotky, mezi nimiž byly i posily od Pomořanů, vážnou porážku.

## Citát
| „                 | A tak poté, co dal Kazimír tomuto světu poslední sbohem, spravoval polské království jeho prvorozený syn Boleslav, muž štědrý a bojovný. Svými vlastními činy by se dostatečně vyrovnal činům předků, kdyby jím nezmítala jakási přemíra ctižádosti a marnivosti. Neboť přestože na počátku svého panování vládl Polákům i Pomořanům a shromáždil jich nespočetné množství u hradu Hradce, aby jej dobyl, pro svou umíněnou neústupnost nejen že hrad nedobyl, ale dokonce jen s obtížemi unikl nástrahám Čechů, a tak ztratil vládu nad Pomořany. | “ |
| — Gallus Anonymus | |   |